# Ácido hipobromoso
El ácido hipobromoso es un ácido débil e inestable con la fórmula química de HBrO. Se produce y manipula principalmente en solución acuosa. Se genera tanto biológica como comercialmente como desinfectante. Las sales de hipobromito rara vez se aíslan como sólidos.

## Síntesis y propiedades
La adición de bromo al agua produce ácido hipobromoso y ácido bromhídrico (HBr) mediante una reacción de desproporción.
Br
2 + H
2O {\displaystyle \rightleftarrows } HBrO + HBr
En la naturaleza, el ácido bromhídrico es producido por las bromoperoxidasas, que son enzimas que catalizan la oxidación del bromuro con peróxido de hidrógeno:
Br−
 + H
2O
2 {\displaystyle \rightleftarrows } HBrO + OH−

El ácido hipobromoso tiene un pKa de 8,65 y, por lo tanto, solo se disocia parcialmente en agua a pH 7. Al igual que el ácido, las sales de hipobromito son inestables y experimentan una reacción de desproporción lenta para producir las respectivas sales de bromato y bromuro.
3 BrO−
(aq) → 2 Br−
(aq) + BrO−
3(aq)
Sus propiedades químicas y físicas son similares a las de otros hipohalitos.

## Usos
El HBrO se usa como blanqueador, oxidante, desodorante y desinfectante, debido a su capacidad para matar las células de muchos patógenos. El compuesto se genera en organismos vertebrados de sangre caliente especialmente por eosinófilos, que lo producen por la acción de la peroxidasa de eosinófilos, una enzima que utiliza preferentemente bromuro. El bromuro también se usa en jacuzzis y spas como agente germicida, utilizando la acción de un agente oxidante para generar hipobromito de manera similar a la peroxidasa en los eosinófilos. Es especialmente eficaz cuando se usa en combinación con su congénere, el ácido hipocloroso.